# Andrés Masoller
Andrés Masoller (Montevideo, 1964) es un economista uruguayo. Viceministro de Economía desde el 18 de septiembre de 2008 hasta el 28 de febrero de 2010. 

## Biografía
Andrés Masoller se graduó de la Universidad de la República en 1989 como Licenciado en Economía. Gracias a una beca Fullbright en 1994 culminó una maestría en la Universidad de California, y dos años más tarde consigue el título de PhD (Doctor en Economía) en la misma Universidad.
Es Profesor Agregado grado 4 en la Universidad de la República, desde 1999, en el área de Macroeconomía y Finanzas de la Maestría en Economía Internacional del Departamento de Economía.
Entre 1999 y 2005, se desempeñó como Jefe de Departamento de Análisis de Coyuntura, Área de Investigaciones Económicas en el Banco Central del Uruguay.
Con la asunción del gobierno de Tabaré Vázquez, en el 2005, Masoller comenzó a desempeñarse como Asesor en la Asesoría Macroeconómica y Financiera del Ministerio de Economía y Finanzas.
Tras la renuncia de Danilo Astori y de Mario Bergara a los puestos de Ministro y Viceministro de Economía respectivamente, toma el cargo de Viceministro de la cartera el 18 de septiembre de 2008, junto con Álvaro García, a cargo de la titularidad del ministerio.
Fue Director de la Asesoría Macroeconómica y Financiera del Ministerio de Economía y Finanzas en dos períodos marzo de 2005-septiembre de 2008 y marzo de 2010-septiembre de 2017.